# Szászvölgy
Szászvölgy románul: Valea Sasului, település Romániában, Erdélyben, Fehér megyében.

## Fekvése
Küküllővártól északnyugatra fekvő település.

## Története
Szászvölgy nevét  1503-ban p. Zazwelye néven említette először oklevél, mint a Bethleniek birtokát.
1534-ben Zazwelgye Bethleni Farkas birtoka volt.
1733-ban Szász-Völgy, 1750-ben Valeszaszuluj 1808-ban Szászvölgye, Deutschbeck, Szaszuluj Valje ~ Válje-Szaszuluj, 1861-ben Válye Szászuluj, 1888-ban Szászvölgy (Valae-Sasului), 1913-ban Szászvölgy néven írták.
A trianoni békeszerződés előtt Kis-Küküllő vármegye Hosszúaszói járásához tartozott.
1910-ben 358 lakosa volt. Ebből 4 német, 353 román volt, melyből 351 görögkatolikus volt.
1974-ben Szépmező faluja, a községtől északra.